# دبیر اول حزب کمونیست گرجستان
دبیر اول حزب کمونیست گرجستان مقامی درزمان اتحاد جماهیر شوروی بود که رهبری حزب کمونیست گرجستان را بر عهده داشت. دبیران حزب مسئولیت‌های بسیاری برعهده داشتند و عملاً رهبری جمهوری سوسیالیستی گرجستان را برعهده داشتند.

## فهرست دبیران اول حزب کمونیست گرجستان
- مامیا اوراخِلاشویلی (مارس ۱۹۲۱–آوریل ۱۹۲۲)
- مخیئل اوکودژاوا (۲۰ آوریل–اکتبر ۱۹۲۲)
- بساریون لومینادزه (۲۵ اکتبر ۱۹۲۲ – اوت ۱۹۲۴)
- میخیل کاخیانی (اوت ۱۹۲۴–مه ۱۹۳۰)
- لوان غوغوبریدزه (مه–۱۹ نوامبر ۱۹۳۰)
- سامسون مامولیا (۲۰ نوامبر ۱۹۳۰ – ۱۱ سپتامبر ۱۹۳۱)
- لاورنتی کارتنویشویلی (۱۱ سپتامبر–۱۴ نوامبر ۱۹۳۱)
- لاورنتی بریا (۱۴ نوامبر ۱۹۳۱ – ۱۸ اکتبر ۱۹۳۲) (اولین بار)
- پتره آگنیاشویلی (۱۸ اکتبر ۱۹۳۲ – ۱۵ ژانویه ۱۹۳۴)
- لاورنتی بریا (۱۵ ژانویه ۱۹۳۴ – ۳۱ اوت ۱۹۳۸) (دومین بار)
- کاندید چارکویانی (۳۱ اوت ۱۹۳۸ – ۲ آوریل ۱۹۵۲)
- آکاکی مگلادزه (۲ آوریل ۱۹۵۲ – ۱۴ آوریل ۱۹۵۳)
- الکساندره میرتسخولاوا (۱۴ آوریل–۱۹ سپتامبر ۱۹۵۳)
- واسیل مژاوانادزه (۲۰ سپتامبر ۱۹۵۳ – ۲۹ سپتامبر ۱۹۷۲)
- ادوارد شواردنادزه (۲۹ سپتامبر ۱۹۷۲ – ۶ ژوئیه ۱۹۸۵)
- جومبر پاتیاشویلی (۶ ژوئیه ۱۹۸۵ – ۱۴ آوریل ۱۹۸۹)
- گیوی گومباریدزه(۱۴ آوریل ۱۹۸۹ – ۷ دسامبر ۱۹۹۰)